# Claudia Tiggemann-Klein
Claudia Tiggemann-Klein (* 1970 in Köln) ist eine deutsche Historikerin und Stabsstellenleiterin Öffentlichkeitsarbeit des Historischen Archivs der Stadt Köln.

## Leben
Claudia Tiggemann-Klein wurde in Köln geboren und absolvierte das Georg-Büchner-Gymnasium mit dem Abitur. Nach einem Lehramtsstudium in Chemie und Geschichte und einem Magisterstudium in Geschichte und Pädagogik an der Universität zu Köln von 1989 bis 1999, das sie mit Magister und 1. Staatsexamen abschloss, war Tiggemann-Klein 1999 bis 2001 Mitglied des DFG-Graduiertenkollegs „Vormoderne Konzepte von Zeit und Vergangenheit“. Neben ihrem Studium arbeitete sie als freie Mitarbeiterin in der Lokalredaktion der Kölnischen Rundschau. In den Jahren 2001 bis 2005 war sie als Redenberaterin für den Kölner Oberbürgermeister Fritz Schramma tätig.
Ab Mitte 2005 war sie Mitarbeiterin des Historischen Archivs der Stadt Köln und übernahm die Leitung der Außenstelle Porz, die als Archiv einer ehemals selbständigen Stadt separat geführt wurde, jedoch ebenfalls im Archivgebäude in der Severinstraße untergebracht war. Mit dieser Aufgabe übernahm sie auch die Schriftleitung beim Jahrbuch „Rechtsrheinisches Köln“, das durch den Geschichts- und Heimatverein Rechtsrheinisches Köln herausgegeben wird. Seit 2007 ist sie Leiterin der Presse- und Öffentlichkeitsarbeit des Kölner Stadtarchivs. 
Tiggemann-Klein ist seit ihrem Studium Mitglied des Fördervereins Geschichte in Köln. Sie ist mit dem Historiker und Mitarbeiter des nordrhein-westfälischen Landtages Anselm Tiggemann verheiratet.

## Werke
- Claudia Tiggemann-Klein, Anselm Tiggemann: Das St. Marien-Hospital im Herzen Kölns. Gesundheitsfürsorge, Wohltätigkeitssinn und Frömmigkeit. Bachem, Köln 2004, ISBN 3-7616-1862-X.